# بلوك بي
بلوك بي (هانجل: 블락비) هي فرقة فتيان كورية جنوبية  تشكلت بواسطة تشو بي دي، نشطة منذ عام  2011. ترسّمت الفرقة بسبعة أعضاء هم: زيكو (وو جيو)، لي تايل، بي بومب (لي منهيوك), آهن جايهيو، يوكون (كيم يوكون), بارك كيونغ، وبي.أو (بيو جيهون). يتم إدارة أْعمال بلوك بي حالياً من قبل شركة كي كيو للترفيه (سفن سيزونز) ما عدا زيكو الذي تدير أعماله شركة كوز للترفيه التي أنشأها بنفسه في 2019.

## تاريخ

### الترسيم،Welcome to the Block،الجدل وألبومBlockbuster
في 2011، أعلن تشو بيدي عن استثماره مبلغ 1.4$ مليون دولار لترسيم فرقة هيب هوب جديدة من سبعة أعضاء في مشروعٍ بعنوان «مشروع خلق إيمينم كوريا». أُصدر الفيديو الموسيقي "Freeze!" الخاص بترسيم الفرقة في 13 إبريل 2011، لكن تم حجبه من قبل وكالة حماية الشباب لإعتقادهم بأنه أكثر إثارة مما يقبل عرضه على التلفيزيون الكوري، ما جعل الأغنية لا تباع للقاصرين الأقل من 19 عاماً، ومنع بثها قبل الساعة العاشرة مساءً. وفي 15 إبريل 2011، ترسمت فرقة بلوك بي في بثٍ مباشر على KBS ميوزيك بانك.

## روابط خارجية
- بلوك بي على موقع ميوزك برينز (الإنجليزية)
- بلوك بي على موقع ديسكوغز (الإنجليزية)

- Block B Japanese Website
- Seven Seasons